# Богобоязливост
Богобоязливост или страх от Бога е религиозната концепция, че хората трябва да живеят в уважение, страхопочитание и подчинение на Бог. Страхът от Бог заема централно място в исляма и играе важна роля в другите авраамически религии - християнството и юдаизма.